# Călătoria (film din 1974)
Călătoria (în italiană Il viaggio) este un film dramatic italian din 1974, regizat de Vittorio De Sica și inspirat dintr-o novelă a lui Luigi Pirandello. A fost ultimul film al lui De Sica.

## Rezumat
Într-un oraș din Sicilia, în anii care au precedat Primul Război Mondial, Adriana De Mauro (Sophia Loren) îl iubește pe Cesar Braggi (Richard Burton), dar Cesar, vrând să respecte dorința de pe moarte a tatălui său, îi permite fratelui său, Antonio (Ian Bannen⁠(d)), să se căsătorească cu ea. Antonio moare la scurtă vreme într-un accident de mașină. Doliul Adrianei pentru Antonio se termină atunci când Cesar reapare și-i reaprinde pofta de viață. În curând, Adriana începe să aibă amețeli. Cesar o duce la un specialist, care o informează să suferă de o boală incurabilă. În restul timpului pe care îl mai au împreună, Cesar îi face curte Adrianei și, în cele din urmă, o cere în căsătorie într-o gondolă. Cu toate acestea, doamna De Mauro (Barbara Pilavin), mama Adrianei, nu este mulțumită de această relație, se ceartă cu Cesar și încearcă să împiedice căsătoria celor doi tineri.

## Distribuție
- Sophia Loren — Adriana de Mauro
- Richard Burton — Cesare Braggi
- Ian Bannen⁠(d) — Antonio Braggi
- Barbara Pilavin — mama Adrianei
- Renato Pinciroli — dr. Mascione
- Daniele Vargas⁠(d) — Don Liborio, avocat
- Sergio Bruni⁠(d) — Armando Gill
- Ettore Geri — Rinaldo
- Olga Romanelli — Clementina
- Isabelle Marchall — florăreasa
- Riccardo Mangano — dr. Carlini
- Annabella Incontrera⁠(d) — Simona